# Riegeler Brauerei
Das im allgemeinen Sprachgebrauch als Riegeler Brauerei bezeichnete Unternehmen der „Brauereigesellschaft vorm. Meyer & Söhne AG“ war in Riegel am Kaiserstuhl ansässig. Das Unternehmen produzierte von 1834 bis 2003 am Standort Riegel und entwickelte sich bis zur zweitgrößten Brauerei in Baden. Heute ist die Brauereigesellschaft Meyer & Söhne ein Teil der Fürstlich Fürstenbergischen Brauerei, die wiederum zur Brau Holding International gehört. Die Marke „Riegeler Bier“ blieb erhalten, das Bier wird heute von der Fürstlich Fürstenbergischen Brauerei am Standort Donaueschingen gebraut und abgefüllt.

## Geschichte

### Gemeindestube, später Gasthaus „Zum goldenen Kopf“

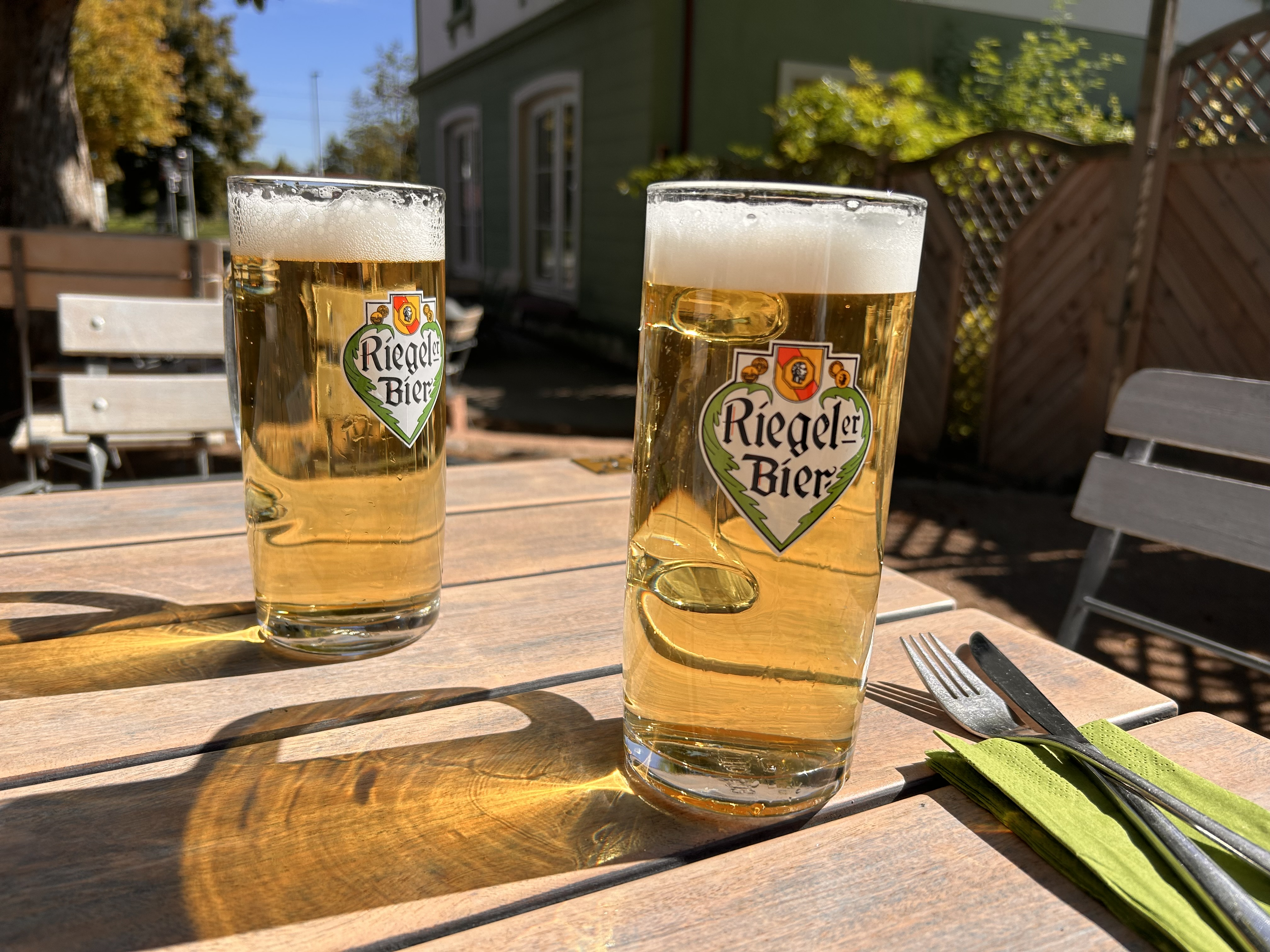
Riegeler Bier

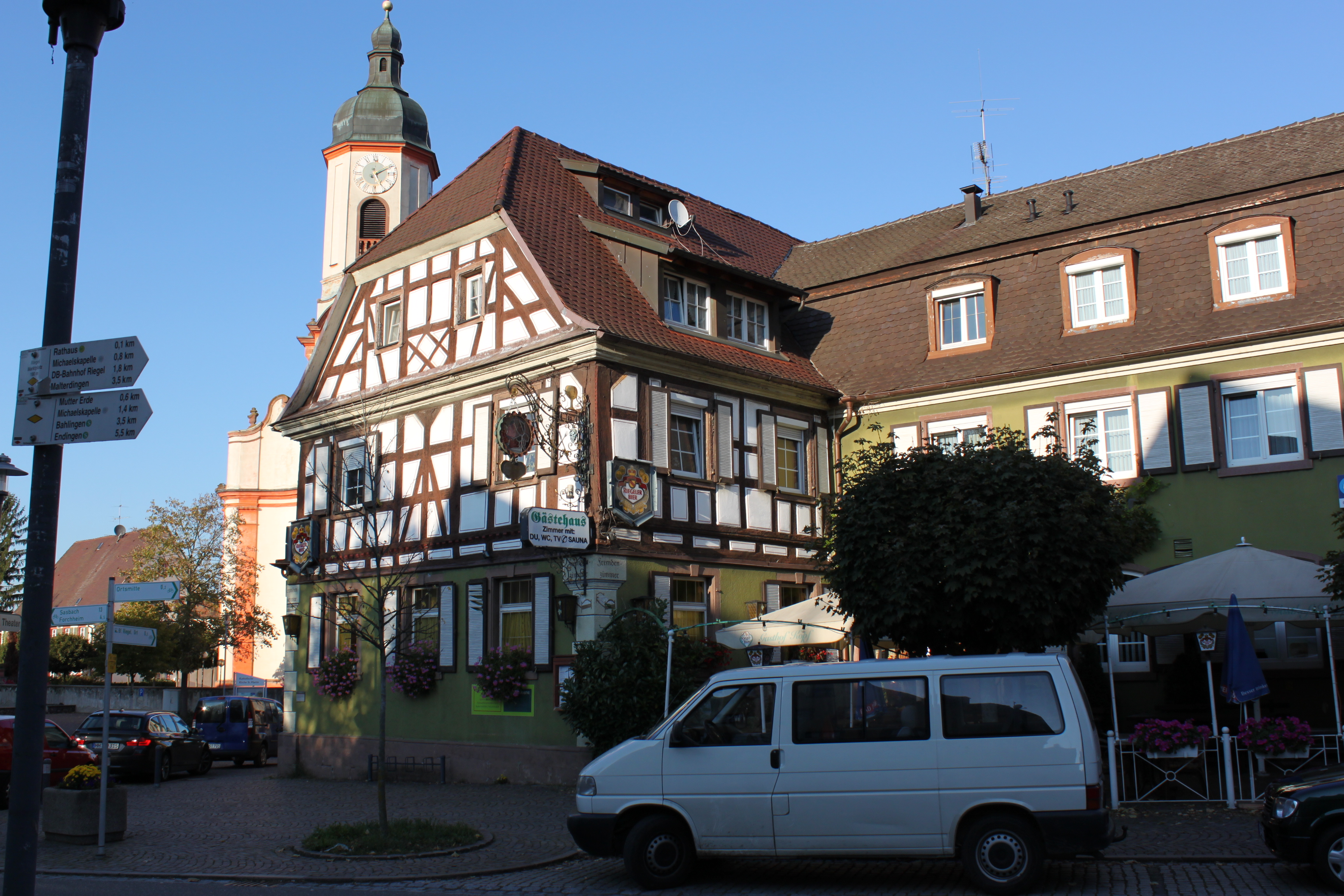
Riegel Gasthaus Zum Kopf

Die Geschichte der Brauerei beginnt in der damaligen Gemeindestube, dem ältesten Gasthaus „Zum Kopf“, das erstmals 1546 als „gemeine Drinkstube“ erwähnt wurde. 1822 begann dort Anton Fuchs mit dem Bierbrauen. 1834 verkaufte Fuchs seine Braurechte an den Handelskaufmann und Seifensieder Sylvester Meyer (1783–1861), der dort das erste Meyer-Bier braute. 1839 wurde das Wirtshaus in „Zum goldenen Kopf“ umbenannt, das bis heute als Restaurant, Hotel und Gästehaus existiert.

### Stammhaus Meyer

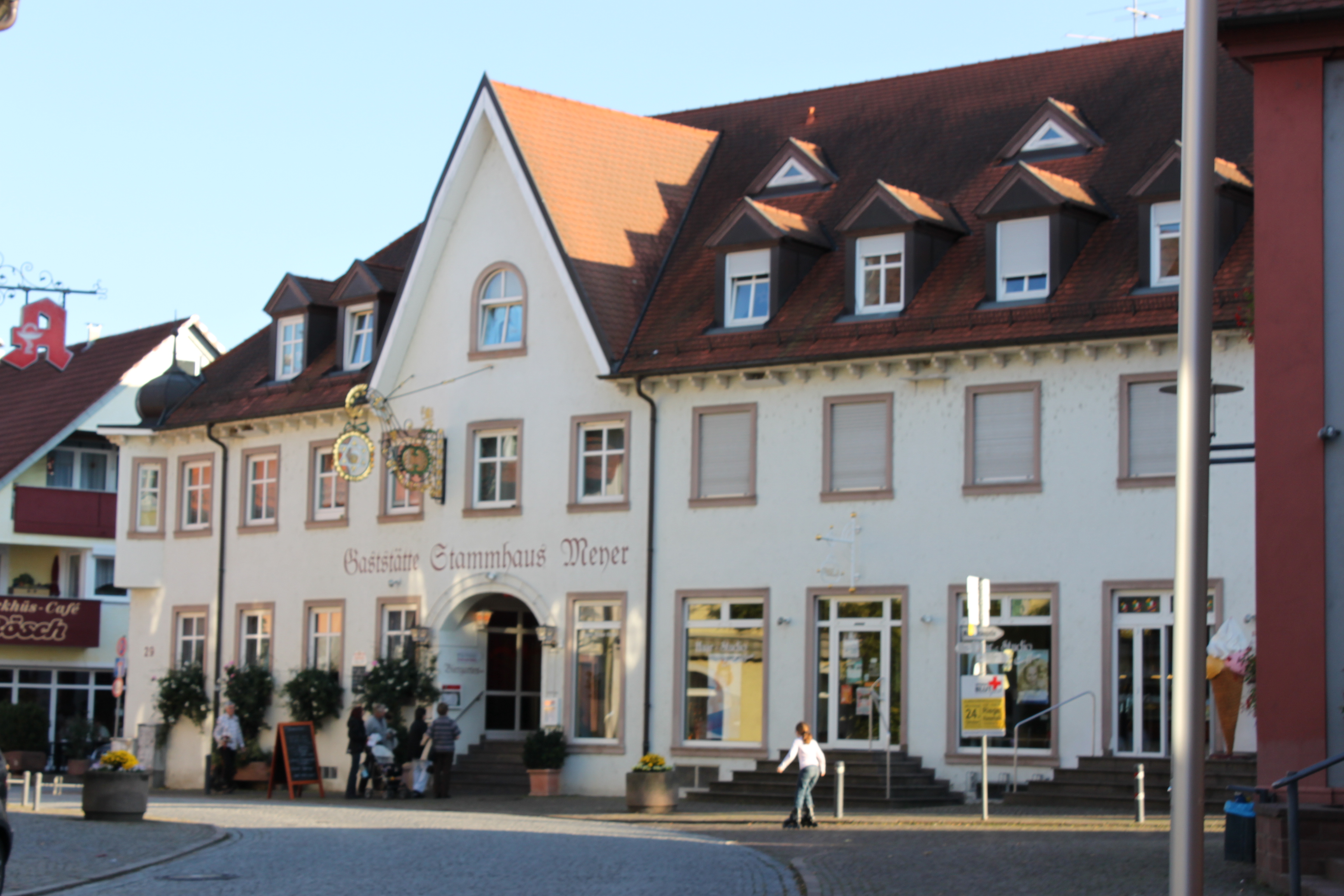
Riegel Stammhaus heute

1838 verlegte Sylvester Meyer den Braubetrieb aus der Gemeindestube in den Gebäudekomplex neben dem Rathaus, das heutige Stammhaus, und baute ihn aus. Sein Sohn Wilhelm Meyer (1816–1884) stellte am 12. Dezember 1839 das „Gesuch um Errichtung einer Brauerei“. Nach dem Erwerb des Meistertitels übernahm Wilhelm Meyer am 19. Dezember 1839 die Brauerei und ab 1840 den Ausschank in der Brauereigaststätte. Bis 1840 gab es in Riegel weder Bier- und Branntweinwirtschaften noch Restaurations- oder Speiselokale, sondern nur Weinwirtschaften. Da in diesen Jahren die Reblaus den Winzern große Schäden zugefügt hatte, waren die Voraussetzungen für den Bierabsatz sehr günstig. Die Bierproduktion wurde 1875 in den Neubau am Michaelsberg verlegt, die Mälzerei verblieb bis zur Bombardierung im Zweiten Weltkrieg im Stammhausareal. Am 16. Juli 1991 brannte das ganze Gebäude ab, von dem nur die alten zweistöckigen Keller erhalten blieben. Der Wiederaufbau begann im Oktober 1994. Der Neubau orientierte sich äußerlich am historischen Vorgängergebäude. Im Erdgeschoss befinden sich wieder eine Gastwirtschaft sowie ein Eiscafé.

### Brauereischloss am Michaelsberg

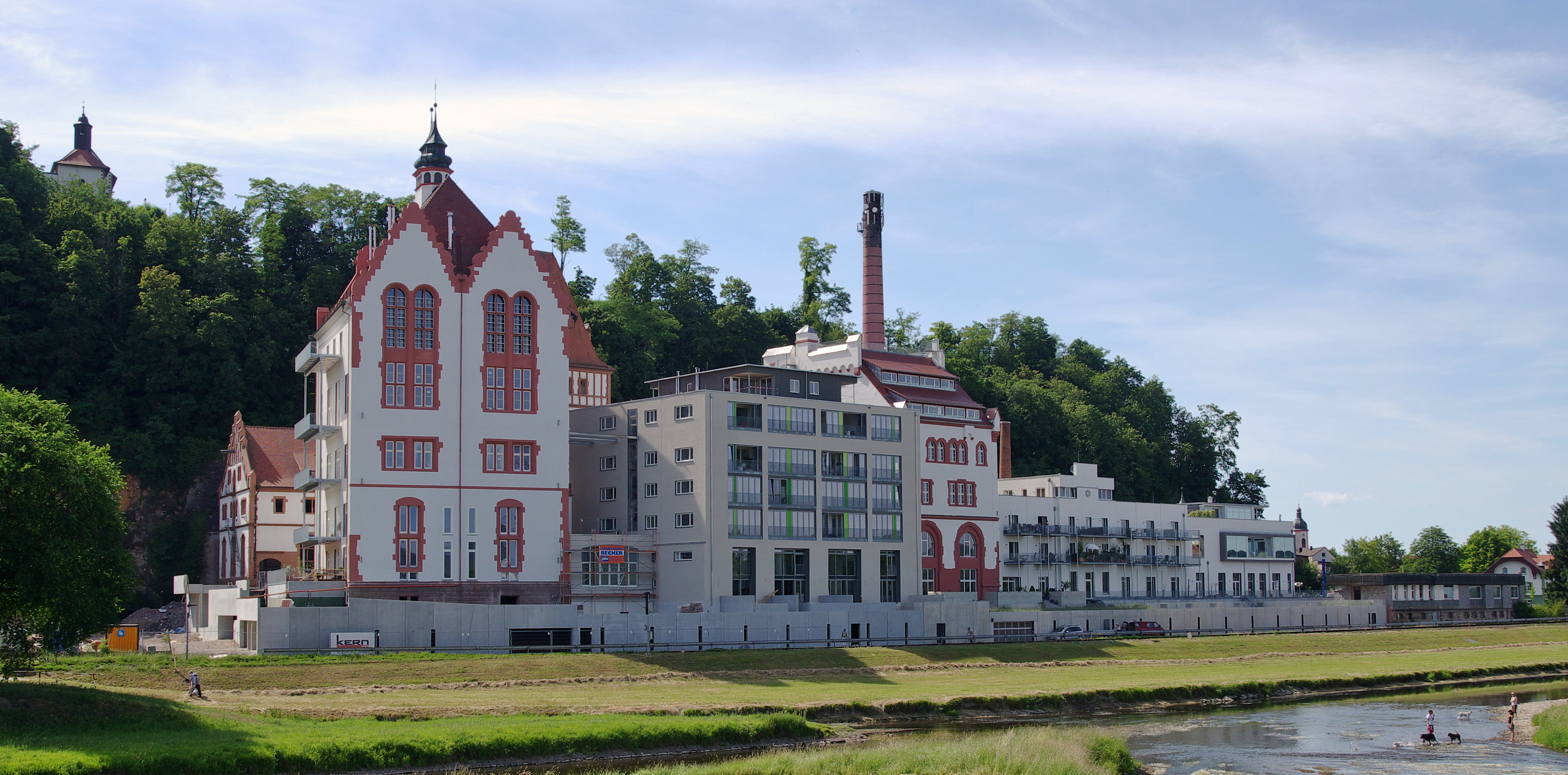
Das Brauereischloss im Jahre 2011. Der Umbau zu Lofts ist in den vorderen Gebäuden bereits abgeschlossen

Bereits um 1830 hatte Anton Fuchs am Michaelsberg Felsenkeller angelegt und zur Bierkühlung genutzt. Als Sylvester Meyer 1834 die ehemalige Gemeindestube kaufte, übernahm er auch das Gelände am Nordhang des Michaelsberges. 1874 plante Brauereidirektor Wilhelm Meyer eine neue Brauerei außerhalb des Ortskerns, deren Pläne 1875 genehmigt wurden. Die vorhandenen Felsenkeller wurden erweitert. Zum Kühlen des gelagerten Bieres in den Felsenkellern diente Eis, das in den Wintermonaten am Ufer der Elz gebrochen wurde. Im Sommer konnte wegen der mangelnden Kühlmöglichkeit damals noch kein Bier gebraut werden. Nachdem 1876 der Umzug in den Neubau am Michaelsberg erfolgt war, wurde im Stammhausareal eine neue Mälzerei erbaut.

### Blütezeit bis zum Ersten Weltkrieg
Unter den drei Söhnen Adolf (1846–1923, leitender Kaufmann und Braumeister), Ernst (1848–1922, zuständig für Ökonomie) und Eduard Meyer (1856–1909, Architekt der Brauerei), die als fähige Direktoren das Familienunternehmen leiteten, begann der Betrieb als Versandbrauerei stark zu expandieren. Zum Absatzgebiet gehörte auch das Elsass. Bereits zwischen 1856 und 1870 hatte es regelmäßige Biersendungen nach Paris gegeben, 1870 waren es jährlich ungefähr 400 Hektoliter. 1888 wurde das Unternehmen in eine Aktiengesellschaft umgewandelt und firmiert von nun ab unter „Brauereigesellschaft vormals Meyer & Söhne“. 1889 wurde der erste Kontorbau errichtet, 1892 folgten ein Keller und ein Maschinenhaus. Eine 1893 von der Sulzer AG gelieferte Dampfmaschine in der Generatorhalle blieb erhalten und steht heute unter Denkmalschutz.

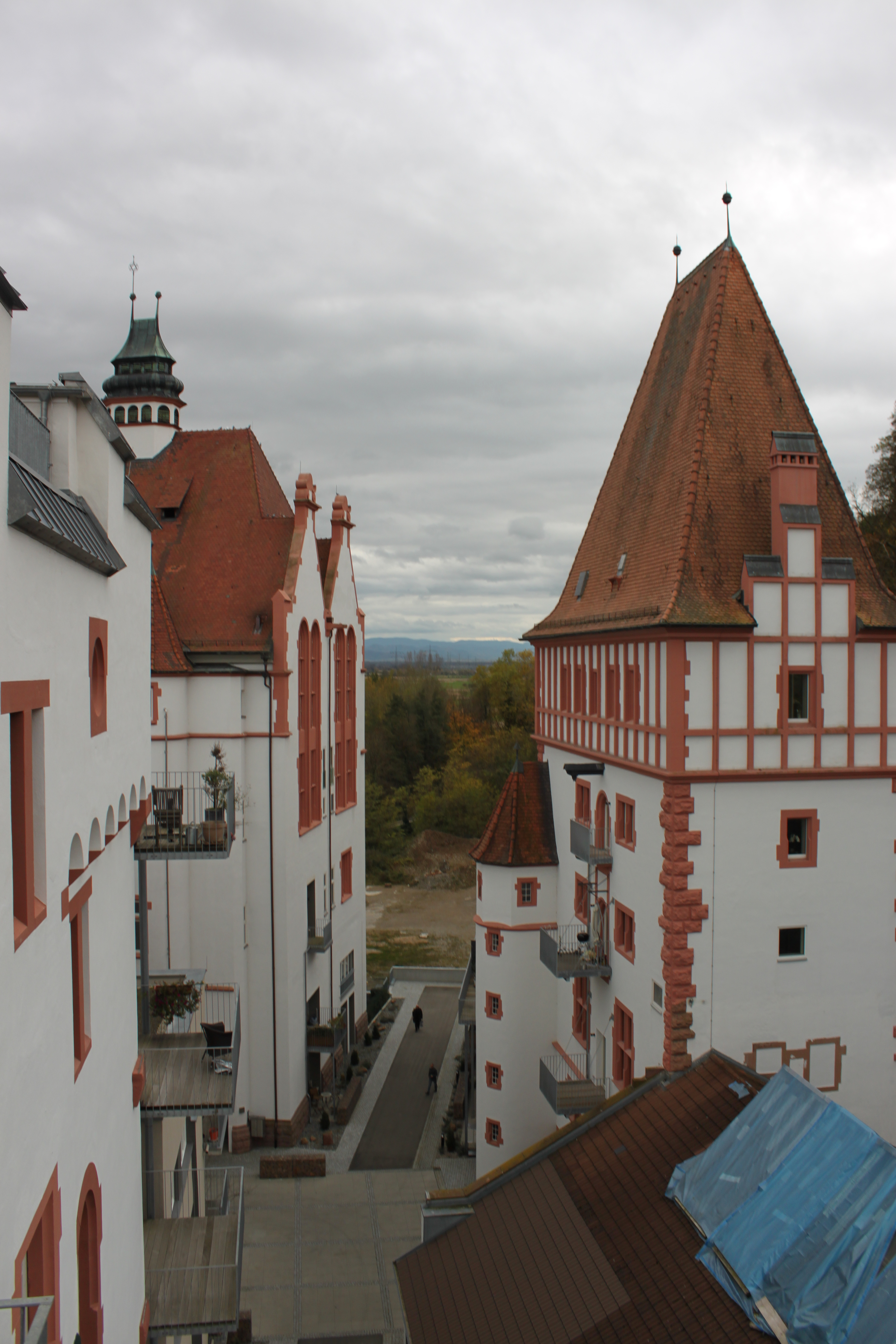
Das Brauereischloss im Jahre 2011. Blick in die „Brauereigasse“
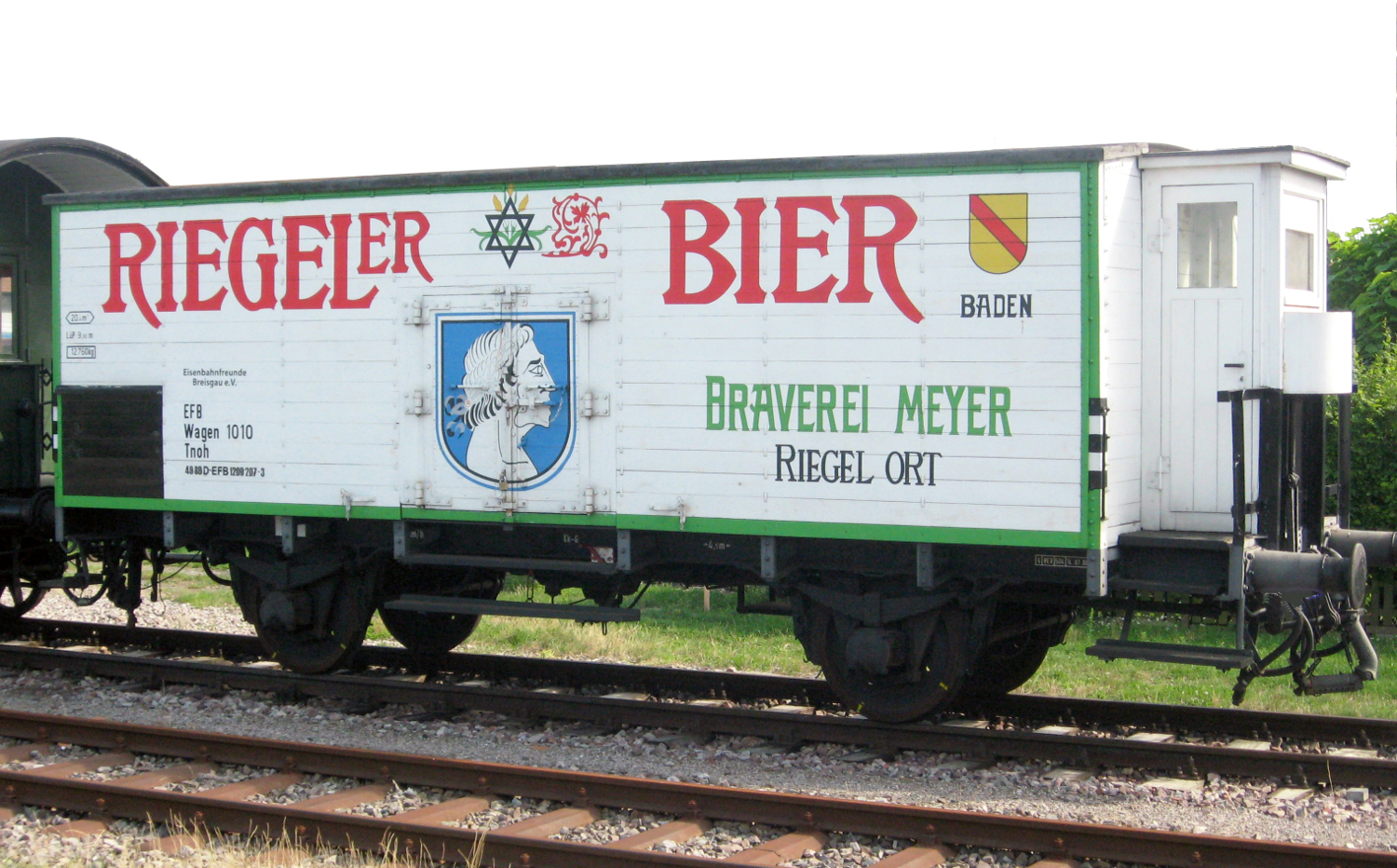
Der letzte Bierkühlwagen der Riegeler Brauerei (Fuchs 1928, ex Karlsruhe 545101P) ist beim Museumsdampfzug Rebenbummler museal erhalten geblieben.

In den 1880er Jahren begann die Brauerei den Bierversand per Eisenbahn mit brauereieigenen Eisenbahn-Bierkühlwagen, was zur Grundlage für den Erfolg als Versandbrauerei im großen Stil wurde. Beim Bau der Kaiserstuhlbahn, die unmittelbar neben dem Brauereigelände in Riegel verläuft, erhielt die Brauerei 1894 ihren eigenen Gleisanschluss, von dem aus der Bierversand mit brauereieigenen Eisenbahn-Bierkühlwagen nun direkt erfolgte. Nach der provisorischen Erstellung eines hölzernen Eishauses 1896 wurde 1898 das Sudhaus neu gebaut. 1906 errichtete man das bestehende Maschinenhaus mit Wasserturm. 1908 wurde der Kontoranbau vergrößert, 1911 der Bierkühlturm erbaut, 1912 die mechanische Werkstätte. 1919 wurde eine Lagerhalle auf dem früheren Eiskeller errichtet und 1923 folgte der Einbau einer Schreinerwerkstätte und die Erstellung der Sudhaus-Nordwand.
Die erste große Blütezeit der Brauerei dauerte bis zum Ausbruch des Ersten Weltkriegs an. Hatte die junge Brauerei 1864 nur 12 Mitarbeiter, waren es bei Kriegsausbruch 1914 bereits 112. Das Wachstum ist auch an der Errichtung der zahlreichen Bierablagen und an der Zahl der brauereieigenen Eisenbahn-Bierkühlwagen ablesbar. Die Riegeler Brauerei war damals die zweitgrößte Brauerei im Großherzogtum Baden.
Als äußeres Zeichen dieses Aufschwungs wurden einige öffentliche Gebäude in Riegel durch Schenkungen der Brauereidirektion neu gebaut oder renoviert. Der Baustil ist geprägt von den Entwürfen des Brauerei-Architekten Julius von der Ohe, der nicht den damals modernen Jugendstil liebte, sondern barocke Formen neu aufleben ließ. Somit wurde der Neobarock ein Markenzeichen der Brauerei-Architektur sowie der zahlreichen Bierablagen und der sogenannten „Meyerhöfe“, die im gesamten Absatzgebiet der Brauerei in Südbaden sowie auch im Elsass entstanden. Als bekannteste Architekten arbeiteten Carl Schäfer und Max Meckel für die Brauerei.

### Riegeler Bierablagen
Die Riegeler Bierablagen waren Zwischenlager, die typischerweise Eisenbahnanschluss hatten, von dem aus die regionalen Abnehmer beliefert wurden. Ihre Gebäude waren zugleich auch Markenzeichen und Reklameträger der Brauerei und konnten auch einen Ausschank haben. Im Jahre 1914 verfügt die Riegeler Brauerei bereits über 30 Bierablagen. Hier ein Auszug:
| Baujahr | Ort, Straße                       | Architekt              | Bemerkungen                                                                               |
| ------- | --------------------------------- | ---------------------- | ----------------------------------------------------------------------------------------- |
| –       | Lörrach, Baseler Straße 162       |                        | Gasthaus zum Adler ab 1894 Bierablage und Gaststätte „zum Meyerhof“                       |
| 1895    | Lahr, Kaiserstraße 86             | Carl Schäfer           | 1895 nach Plänen von Carl Schäfer umgebaut, 1910 vergrößert                               |
| 1895    | Freiburg, Schnewlinstraße 9       | Friedrich Ploch        | Anbindung an Freiburg Hauptbahnhof, 1988 abgerissen                                       |
| 1896/97 | Schönau/Schw., Bahnhofstraße      | Carl Schäfer           | Anbindung an Zell-Todtnauer Eisenbahn                                                     |
| 1897/98 | Rheinfelden, Alte Landstraße 6    | Carl Schäfer           | Anbindung an Hochrheinbahn, 1930 Eismaschine installiert                                  |
| 1897/98 | Oberrotweil, Bahnhofsstraße 48    |                        | Anbindung an Kaiserstuhlbahn                                                              |
| 1900    | Emmendingen, Bismarckstraße 6     | Brütsch                | Schließung 1992                                                                           |
| 1900    | Ettenheim, J.-v.-Weiß-Str. 10     | Max Meckel             |                                                                                           |
| 1903    | Maulburg                          | Max Meckel             |                                                                                           |
| 1903/04 | Colmar, rue de Logelbach          |                        |                                                                                           |
| 1904    | Müllheim (Baden), Werderstraße 26 | Julius von der Ohe     | Anbindung an Müllheim-Badenweiler Eisenbahn                                               |
| 1905    | Staufen, Bahnhofstraße            |                        | Anbindung an Münstertalbahn                                                               |
| 1906    | Murg, Hauptstraße                 | Maximilian von der Ohe | Anbindung an Hochrheinbahn, Neubarock-Stil, zweigeschossiges Wohn- und Verwaltungsgebäude |
| 1906    | Saint-Louis                       |                        | 1919 nach Requirierung an Jules Katz verkauft                                             |
| –       | Waldkirch                         |                        | 1908 Wagenschuppen an der Niederlassung errichtet                                         |
| 1907    | Kandern, Bahnhofstraße 19         | Julius von der Ohe     | Anbindung an Kandertalbahn                                                                |
| 1908/09 | Offenburg, Okenstraße 73          | Julius von der Ohe     |                                                                                           |
| –       | Magdeburg                         |                        | Nach 1990 errichtet, 1995 verkauft                                                        |

### Meyerhöfe

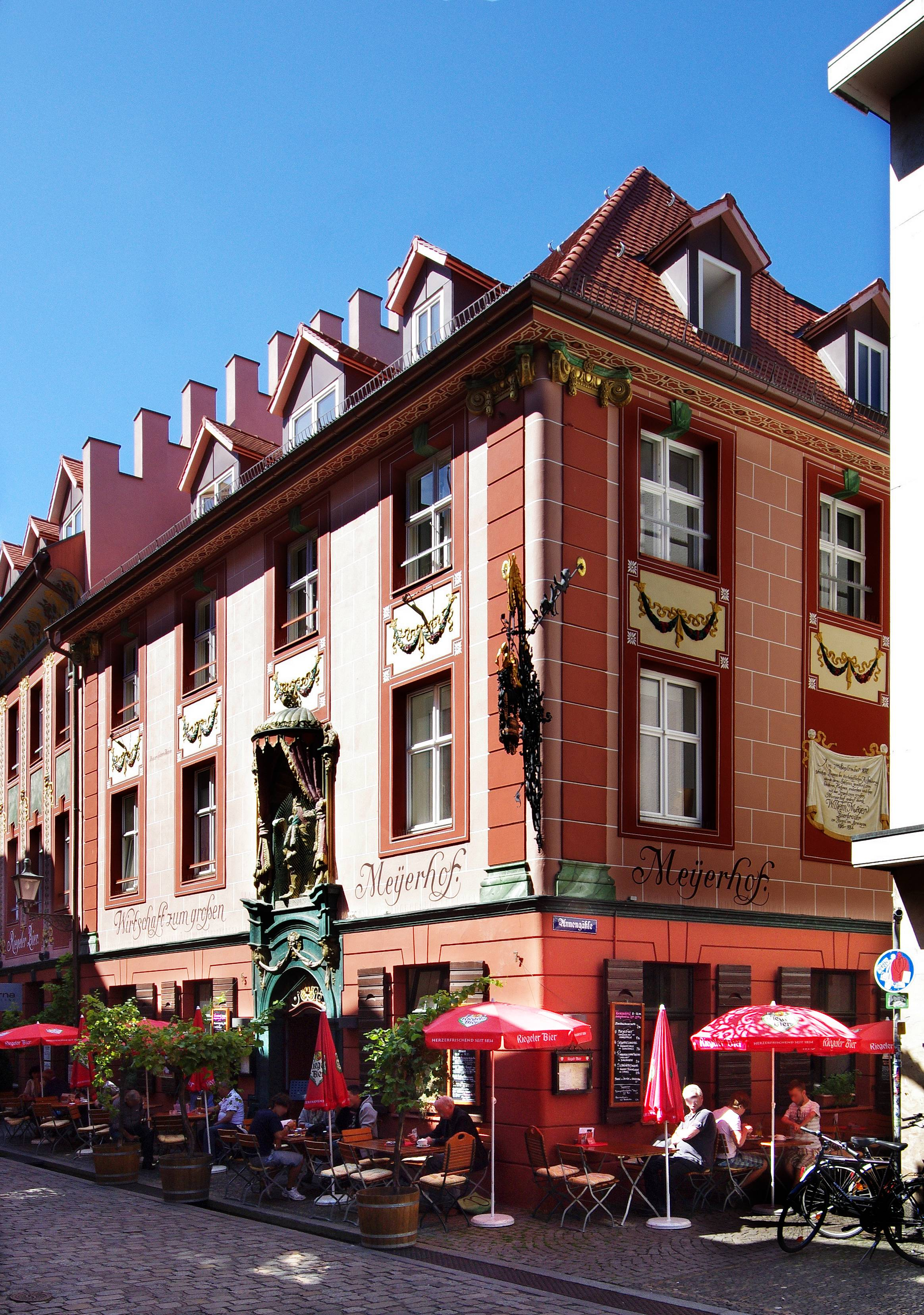
Großer Meyerhof Freiburg
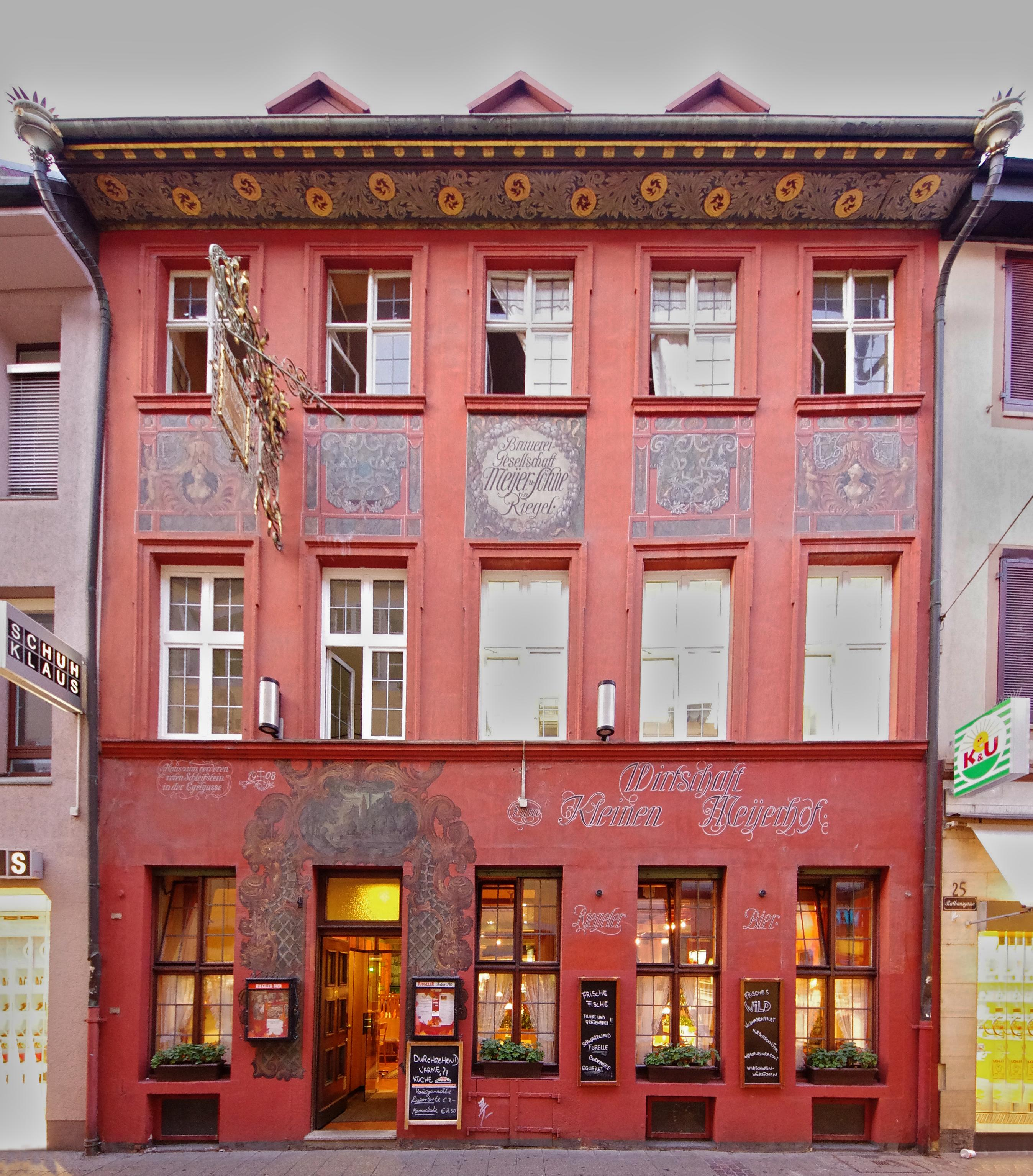
Kleiner Meyerhof Freiburg
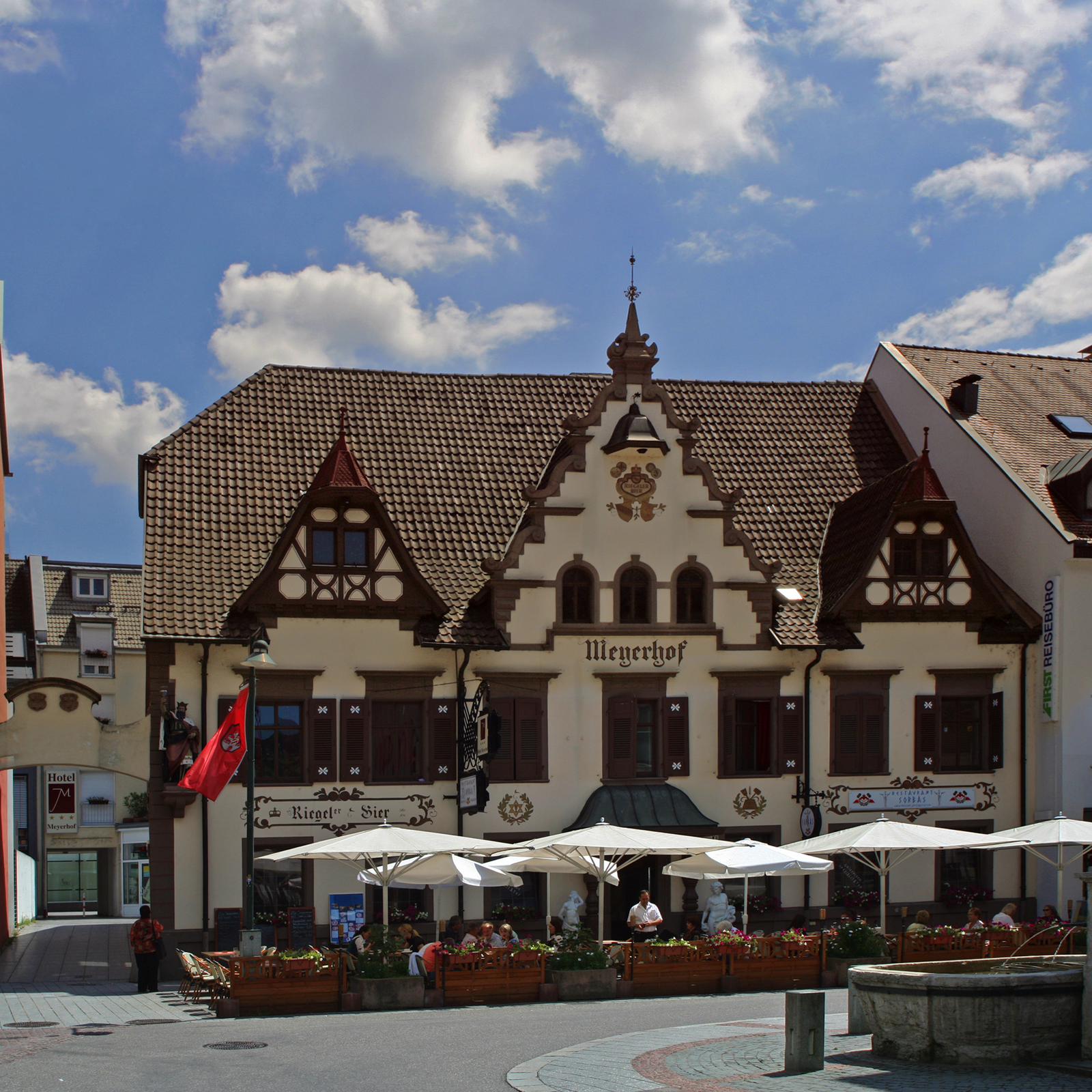
Ehemaliger Gasthof „zum Meyerhof“ in Lörrach vor dem Brand am 31. März 2009

Als Ausschank diente eine Reihe von Gaststätten, die nach dem Namen der Brauereigründer-Familie „Meyerhöfe“ genannt wurden.
- Großer Meyerhof Freiburg. Das 1885 von Wilhelm Meyer in Freiburg im Breisgau gegründete Gasthaus erstreckte sich einst von der Grünwälderstraße bis zur Salzstraße. Der an der Salzstraße gelegene Teil wurde 1944 zerstört. Der verbliebene Bau in der Grünwälderstraße 1 präsentiert sich nach Umbau und Renovierung äußerlich fast originalgetreu.
- Kleiner Meyerhof Freiburg, Rathausgasse 27 in Freiburg im Breisgau.
- Meyerhof Lörrach. Ab 1894 fungiert das Gasthaus zum Adler in Lörrach als Bierablage und Gaststätte „zum Meyerhof“ in der Baseler Straße 162.
- Meyerhof Maulburg. 1896 wird in Maulburg, Hauptstraße 32, das Gasthaus „zur Blume“ erworben und umgestaltet. Es wird nach Abschluss der Arbeiten in Meyerhof umbenannt.
- Meyerhof Villingen. 1927 wurde der Meyerhof in der Niederen Straße 46 in Villingen fertig.

### Wirtschaftliche Weiterentwicklung
1923 übernahmen Robert Meyer (1878–1967), der einzige Sohn von Adolf Meyer, zusammen mit seinem Vetter Willy Meyer (1884–1958) die Geschäftsleitung. Die Zeit seit dem Ersten Weltkrieg, der Inflation und des Zweiten Weltkriegs bis in die 1950er Jahre war sehr schwierig. Erst danach folgte wieder ein Aufschwung. Nach dem Zweiten Weltkrieg war die Mitarbeiterzahl 1955 auf 98 abgesunken und wuchs danach wieder an. 1960 trat Karl Loesch (1924–2011) in die Geschäftsführung gemeinsam mit Robert Meyer ein. 1965 wurden bereits 250 Beschäftigte gezählt. Nach dem Tod von Robert Meyer übernahmen 1967 Karl Loesch und Dietmar Meyer die Geschäftsführung.
1972 schied Dietmar Meyer aus der Geschäftsleitung aus und verkaufte seinen Aktienanteil sowie den seines Bruders von 51 % an die Binding-Brauerei in Frankfurt. Dennoch bekam die Binding-Brauerei keine Aktienmehrheit, da die Aktienmehrheit 1888 auf 66,1 % festgelegt worden war, was auch vom Bundesgerichtshof bestätigt wurde. Für den Binding-Anteil wurde Walter Hubl Direktor, dem 1976 Dieter Just folgte, der bis 1993 im Vorstand blieb. Die anderen 49 % blieben in Familienbesitz. Karl Loesch, der maßgeblich am großen Aufschwung in den 1960er Jahren beteiligt war, gab 1979 die Leitung des Familienanteils an seinen Neffen Michael Stumpf-Rodenstock ab. Mit fast 400 Mitarbeitern war 1977 der Höchststand erreicht. 1976/77 wurde dem Brauereigebäude gegenüber eine neue Abfüllanlage errichtet. Anfang 1993 wurde dort eine computergesteuerte Flaschenabfüllmaschine in Betrieb genommen. Der Bierausstoß betrug 1985 mehr als 320.000 hl. Dem Zeitgeschmack entsprechend wurde seit 1990 alkoholarmes Bier produziert. Durch Rationalisierung und Mechanisierung waren 1993 nur noch 160 Mitarbeiter vorhanden.

### Übernahme und Stilllegung in Riegel

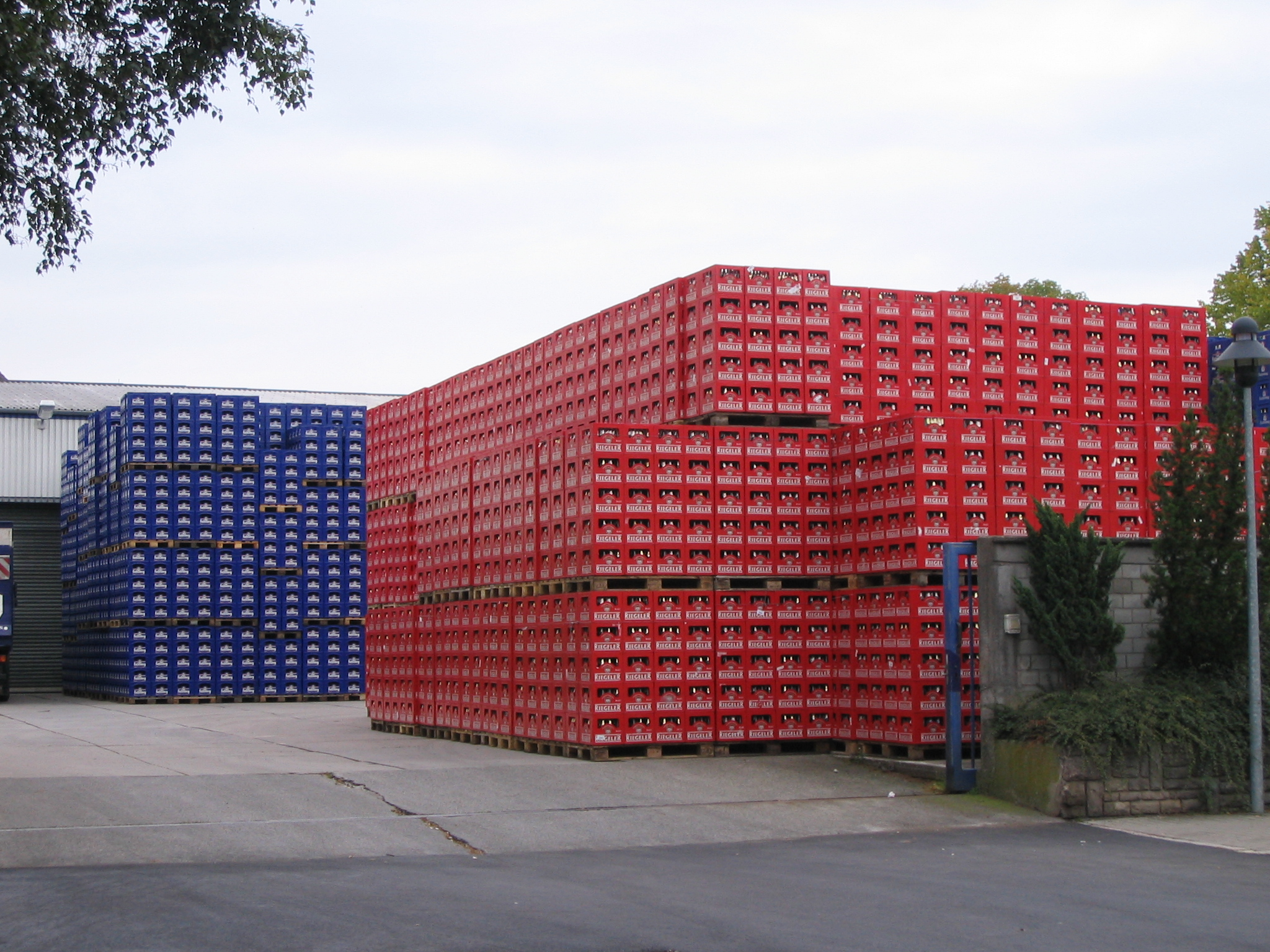
Bierkästen von Fürstenberg und Riegeler in Donaueschingen vereint

1999 erhöhte die Binding-Brauerei AG ihren Aktienanteil auf 99 % und übernahm die Riegeler Brauerei. Im Jahr 2000 kaufte die Fürstlich Fürstenbergische Brauerei, die bereits seit den 1960er Jahren mehrere andere Brauereien übernommen hatte, die Riegeler Brauerei. Der Standort Riegel sollte ursprünglich weitergeführt werden und wurde erst stillgelegt, nachdem Fürstenberg Ende 2003 selbst übernommen wurde, weil eine Produktion an zwei Standorten auf Dauer zu teuer war. Zuletzt waren noch sieben Mitarbeiter in Riegel beschäftigt. Die Marke Riegeler Bier wird jedoch weitergeführt.
Im September 2005 startete der damalige Fürstenberg-Geschäftsführer Friedrich Georg Hoepfner den Relaunch der Marke Riegeler mit dem „Riegeler Landbier“. Ein mildes Bier in der Bügelflasche und neuem Logo, das die Herzform aus der Vergangenheit der Marke aufnimmt. Der neue Werbeslogan von Riegeler heißt seitdem auch „Herzerfrischend seit 1834“. Ab 2010 findet dann der sog. „Riegeler Landbiertag“ in Riegel statt. Ein dreitägiges Musikfest, das an die Tradition der Riegeler Bockbierfeste aus den 1970er Jahren anknüpft.

### Entwicklung des „Brauereischlosses“ zu den „Riegeler Lofts“
Für das unter Denkmalschutz stehende „Brauereischloss“ gab es nach der Betriebsstilllegung viele Ideen für die weitere Nutzung. Durch den Ankauf der Brauereigebäude und des Grundstücks im Herbst 2006 durch die Gisinger-Gruppe aus Freiburg sollen hier durch das Projekt Riegeler Lofts Wohn- und Arbeitsräume sowie Dienstleistungs- und Gewerbeflächen entstehen. Nach dem offiziellen Projektstart am 19. Juli 2007 wurde der erste Bauabschnitt im April 2008, der zweite Bauabschnitt im Winter 2009 und der dritte Bauabschnitt im Frühjahr 2011 begonnen. Bereits im Frühjahr 2012 waren selbst die noch in Planung und Bau befindlichen Gebäudeteile komplett ausverkauft.
Seit Ende des Jahres 2014 ist nur noch der Gebäudeteil der Dampfmaschine noch nicht restauriert und sucht noch nach einer weiteren Nutzung. Bereiche hinter dem Brauereiareal, ehemals Standort für LKW und Werkstatt, wurden im Jahre 2016 mit Reihen- und Doppelhäusern bebaut.
Die im vorderen Teil des Gebäudetraktes untergebrachte Kunsthalle Messmer zeigt dort Wechselausstellungen zur Klassischen Moderne und zur zeitgenössischen Kunst.

### Neue Kleinbrauerei
Bereits im Jahr 2014 konnte die Kleinbrauerei Römerbräu Riegel in neue Räume in den Riegeler Lofts einziehen und die Braukultur am alten Standort fortführen.

## Weitere Gebäude

### Bahnhofswirtschaft

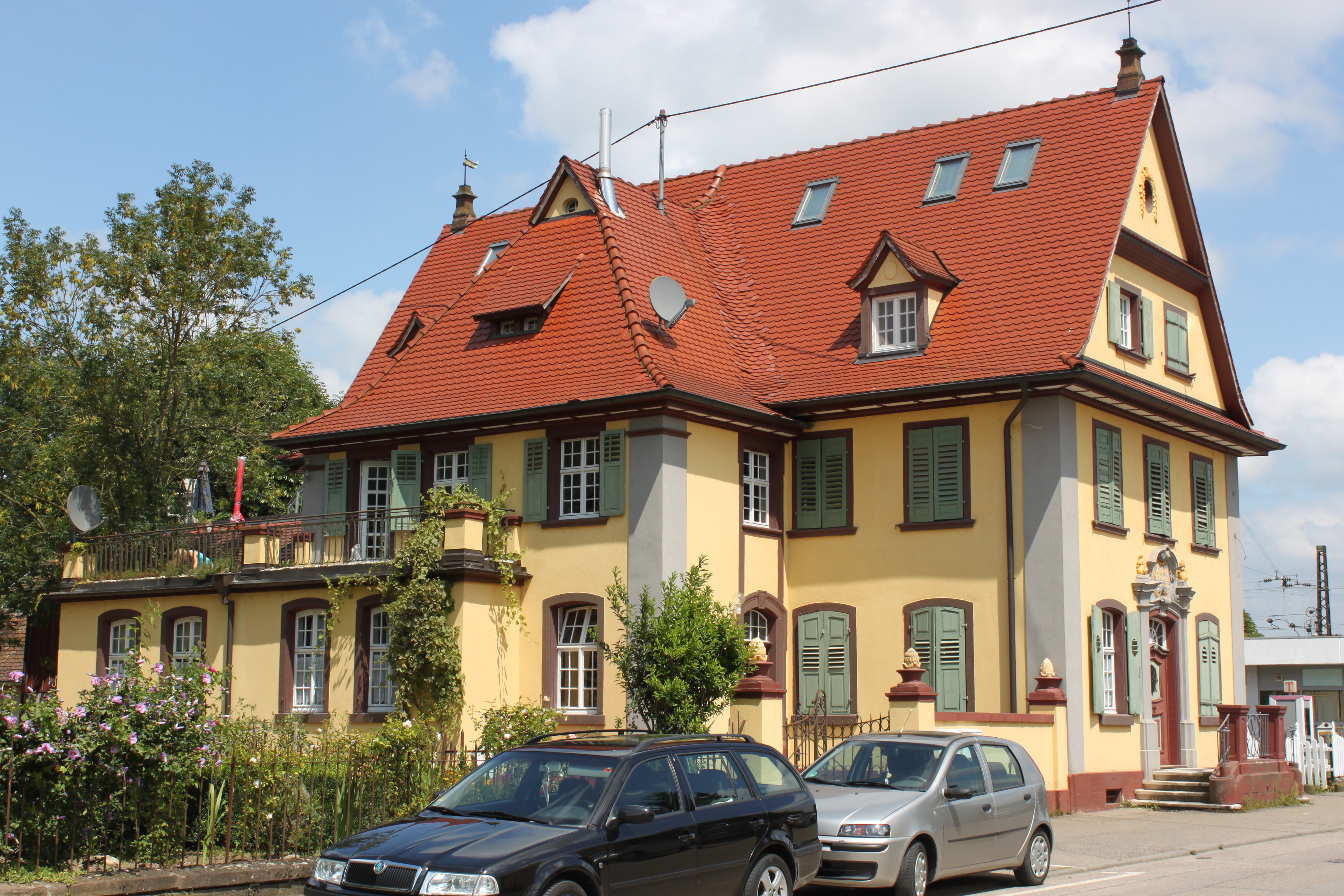
Bahnhofswirtschaft; heute Wohnhaus

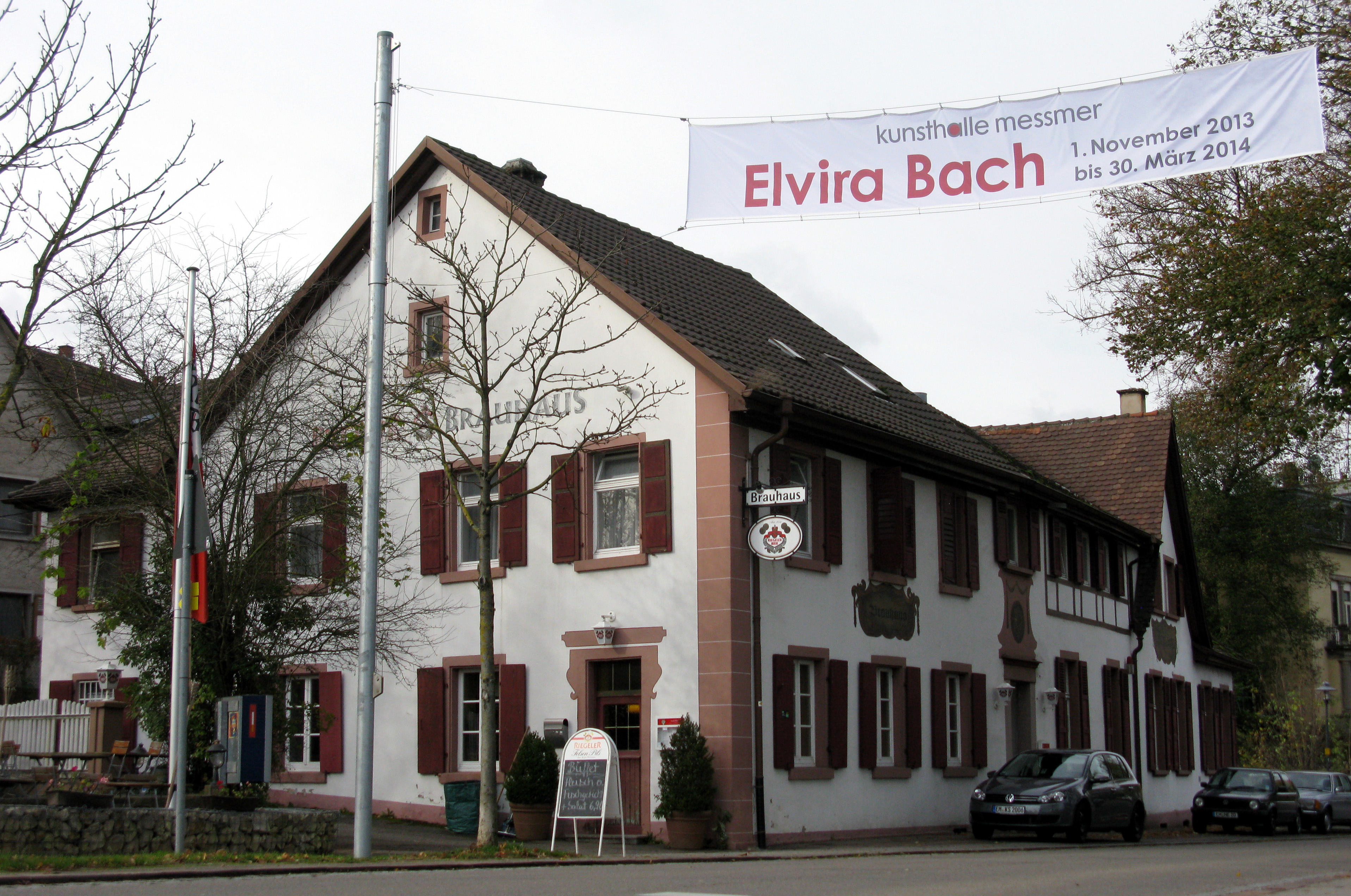
Riegeler Brauhaus

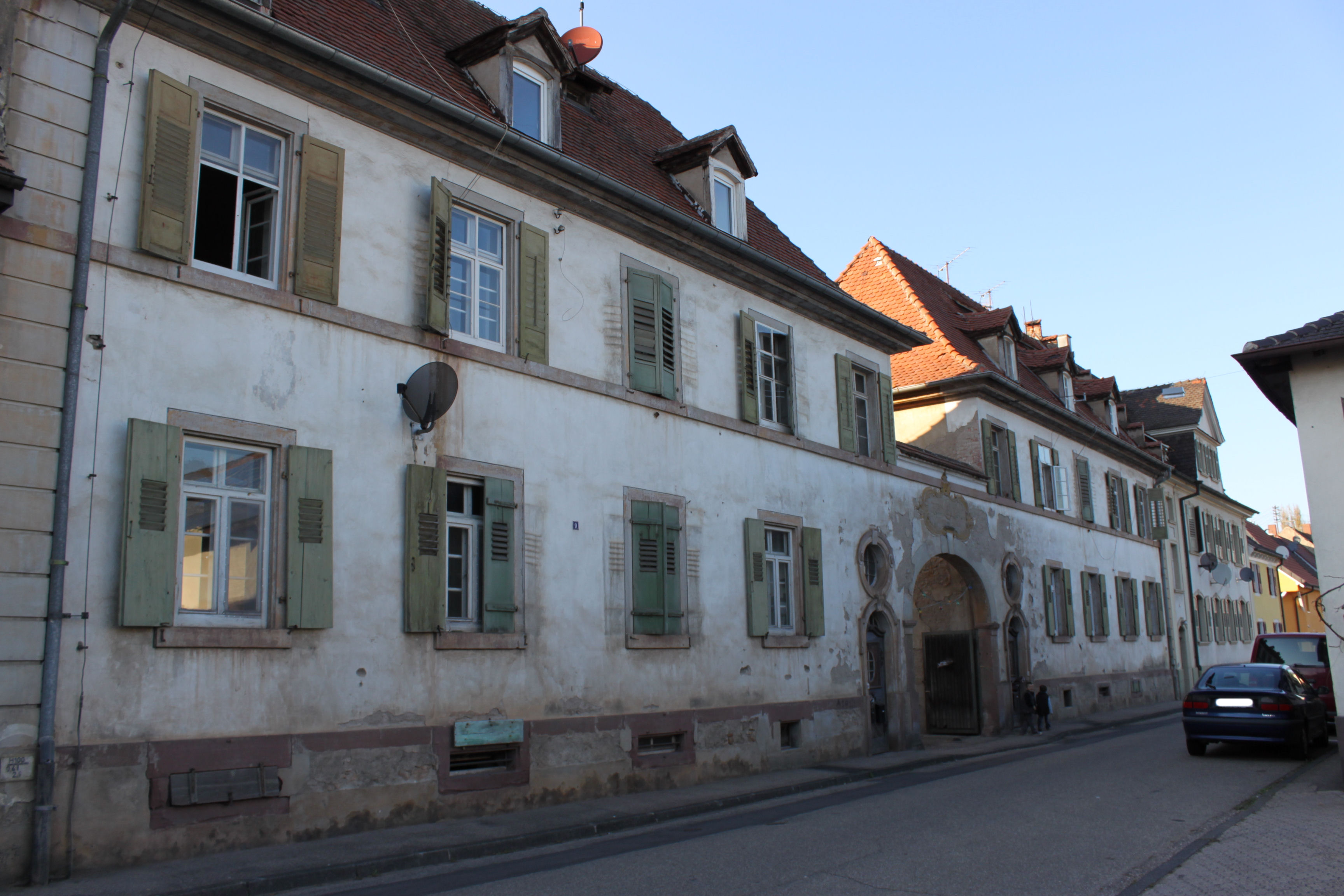
Luxhof

Als 1845 die Brauerei Schindler gegründet wurde, bemühte sich Wilhelm Meyer um den Bau einer Bahnhofsgaststätte am 1845 neu erbauten Riegeler Bahnhof an der Badischen Hauptbahn, um eine zweite Ausschankmöglichkeit zu haben. Im September 1847 begann der Bau, der Betrieb wurde vermutlich 1848 aufgenommen. Schon 1860 wurde das Gebäude wesentlich vergrößert. 1909 wurde das Haus modernisiert und unter dem Brauereiarchitekten Julius von der Ohe im neobarocken Stil umgebaut. 1978 verkaufte die Brauerei die Bahnhofsgaststätte, seit 1991 ruht der Gastbetrieb. 2001/2002 erfolgte eine komplette Sanierung und die Räume werden seitdem privat genutzt.

### Gasthaus Zur Warteck, heute Brauhaus
1883 erwarb die Familie Meyer die zum Brauereischloss benachbarte kleine Hausbrauerei von Guido Weiss. Seither heißt dieses Gebäude „Zur Warteck“. Nach dem Wiederaufbau 1949 ist die Warteck seit 1969 ein Restaurant für gehobenere Ansprüche. 1998 fiel die Entscheidung, die Warteck umzubauen und mit einem größeren Biergarten zu versehen. 1999 wurde der Biergarten des Riegeler Brauhauses (frühere Warteck) eingeweiht.

### Luxhof
Die Brauerei benötigte Wohnungen für ihre Mitarbeiter sowie Remisen und Stallungen für Pferdekutschen, die der Familie zur Verfügung standen, während im Stammhaus die Fuhrwerke und Brauereipferde für die Biersendungen versorgt wurden. Am 12. Januar 1907 brannte das gesamte Anwesen ab. Seit 1907 wird das Gebäude als Luxhof bezeichnet, dessen Neubau Julius von der Ohe entwarf.

## Schenkungen an die Gemeinde Riegel

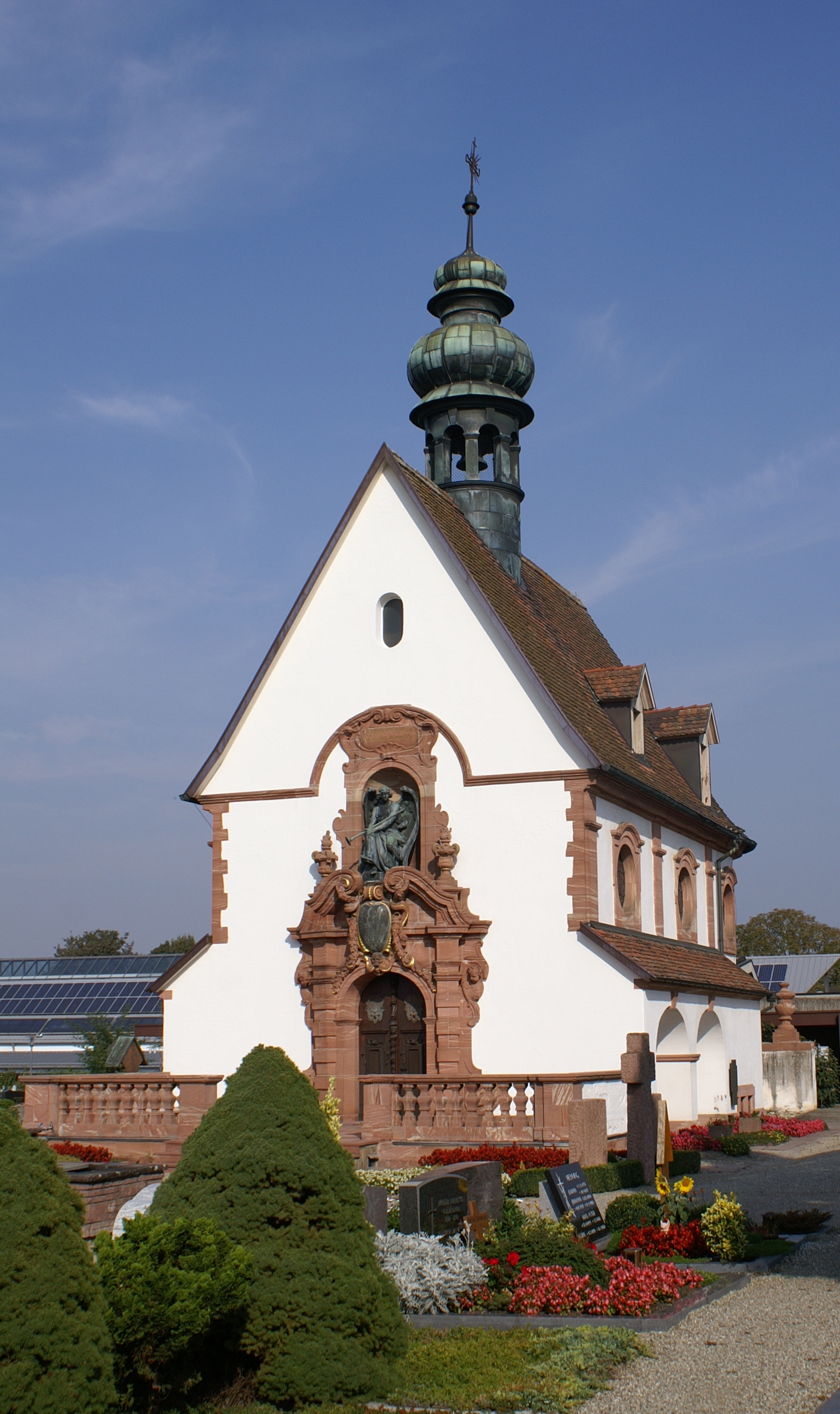
Friedhofskapelle

Als 1901 der Friedhof erweitert wurde, beschlossen die Brauereidirektoren Ernst, Adolf und Eduard Meyer, der Gemeinde eine Friedhofskapelle zu stiften, die nach Plänen von Paul Meißner im typischen neubarocken Brauerei-Stil erbaut wurde. Die Einweihung erfolgte am 29. Oktober 1907 und die Schenkung an die Gemeinde am 31. Januar 1908. Um die Kapelle sind die Grabstätten von Brauereidirektor Willy Meyer, Richard Meyer und Paula, geb. Dietsche, Familie Stumpf, Ernst und Flora Meyer, Adolf und Maria Meyer und Robert Meyer angeordnet. Brauereidirektor Eduard Meyer (1856–1909) liegt als einziger in der Gruft begraben.
1904 schenkten die Brauereidirektoren der Gemeinde das Grundstück in der Kehnerstraße mit dem darauf stehenden Gebäude zur Einrichtung einer Kinderschule (alter Kindergarten). Diese wurde am 27. Februar 1905 feierlich eröffnet, der Brauereiarchitekt Wilhelm Blaue entwarf die Pläne. 1909 machten die Brauereibesitzer der Evangelischen Kirche eine größere Schenkung. Durch eine Spende (10000 Mark) der Brauerei-Direktoren Meyer erfolgte ebenfalls 1909 unter der Leitung des Brauerei-Architekten Julius von der Ohe eine gründliche Renovierung des Riegeler Rathauses in neubarockem Stil, deren Gesamtkosten bei 17000 Mark lag.

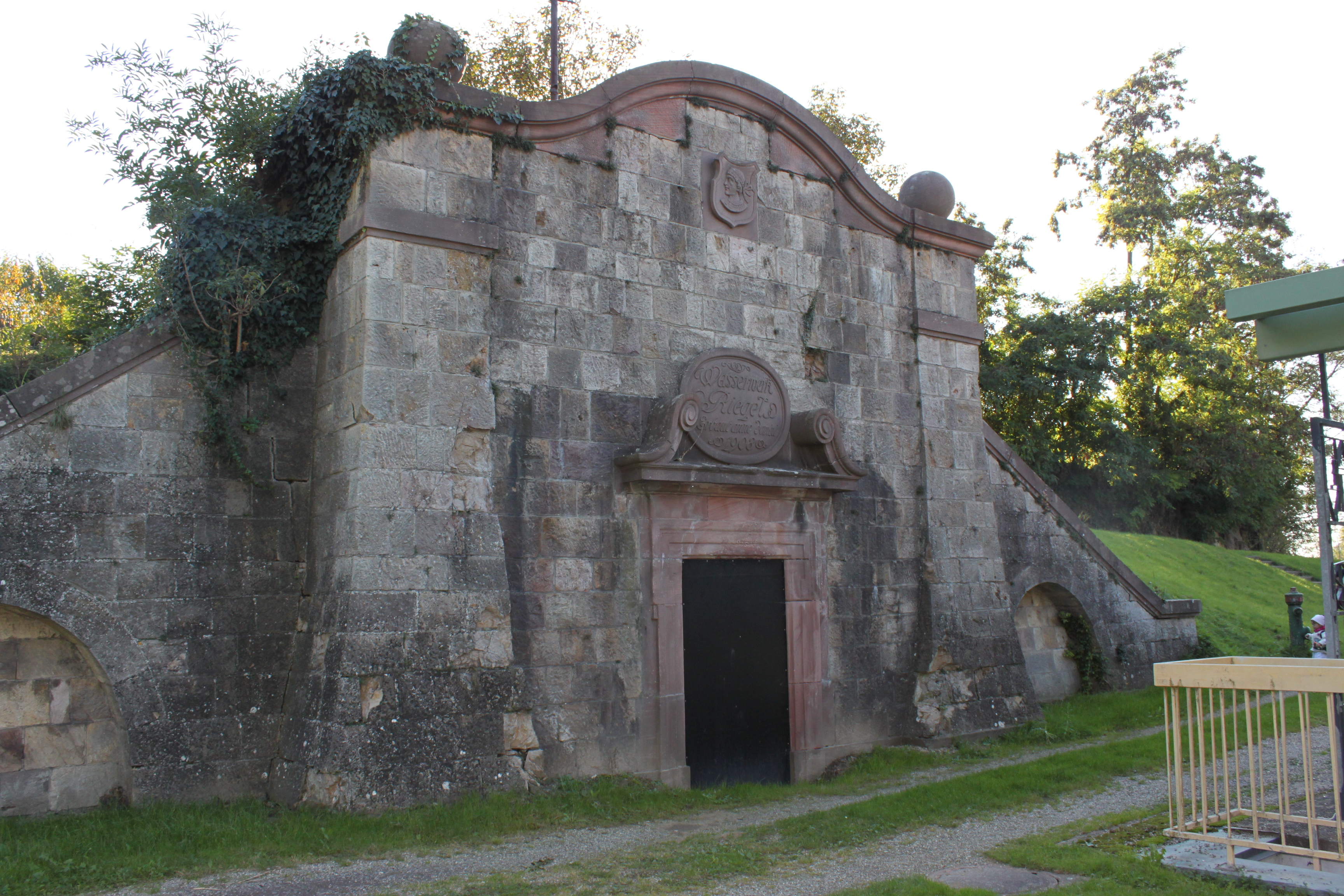
Alter Hochbehaelter; hinter der Michaelsschule

Hinter den Sportplätzen ist an einem zugeschütteten Kanal das Pumpenhaus sichtbar. Das einstöckige Gebäude des Pumpenhauses wurde 1908 als Turbinen- und Maschinenhaus der Gemeinde nach Plänen des Brauereiarchitekten Julius von der Ohe erbaut. Der Bau steht in Zusammenhang mit der Wasserversorgung, denn 1908 wurden die Wasserleitungen im Dorf verlegt. Oberhalb der Michaelsschule steht das alte Wasserwerk. Die Errichtung des alten Hochbehälters nach Plänen von Julius von der Ohe erfolgte ebenfalls 1908 in Zusammenhang mit der Verlegung der Wasserleitung im Dorf.

## Weitere Brauereien in Riegel im 19. Jahrhundert

### Brauerei Schindler
1845 erhielt Ferdinand Schindler die Braugenehmigung in seinem Haus am Amtshof. Dazu gehörte auch ein Ausschank. Weitere Absatzquellen Schindlers sind nicht bekannt, doch war er eine harte Konkurrenz für Wilhelm Meyer. Nach dem Tod Schindlers am 30. Dezember 1858 wurde der Betrieb nur noch kurze Zeit von einem Mitarbeiter weitergeführt, der jedoch auch bald starb.

### Brauerei Henssler
Eine weitere Hausbrauerei wurde am 1. Oktober 1861 von Franz Henssler an der Hauptstraße 25 eröffnet, der bereits sieben Jahre später starb. Seine Witwe heiratete am 7. Januar 1869 den Bierbrauer Wilhelm Spuler aus Forchheim, dessen Sohn Wilhelm 1897 mit dem Ausbau der Brauerei begann, die er zeitlebens als harte Konkurrenz zur Brauerei Meyer betrieb, die aber nach seinem Tod 1926 erlosch. Die dazugehörige Gastwirtschaft wurde am 15. April 1943 geschlossen.

### Brauerei Weiss
1883 kauft die Brauereigesellschaft Meyer & Söhne die ehemalige Brauerei Weiss in der Hauptstraße 9, die spätere „Warteck“, heute „Brauhaus“.